# Ehrenreich Bogislaus von Creutz
Ehrenreich Bogislaus (Boguslaw) Creutz, ab 1708 von Creutz, auch Ehrenreich Boguslav von Kreutz (* um 1670 in Stargard in Hinterpommern; † 13. Februar 1733 in Berlin) war ein preußischer Staatsminister und Kabinettssekretär unter König Friedrich Wilhelm I. in Preußen.

## Laufbahn im preußischen Staatsdienst
Creutz, evangelisch getaufter Sohn eines brandenburgischen Amtmanns, studierte Rechtswissenschaften an der Universität Frankfurt an der Oder. Gefördert von Graf Wartenberg, wurde er Oberauditeur im preußischen Regiment Kronprinz. Nachdem Kronprinz Friedrich Wilhelm das Regiment selbst übernommen hatte, machte er Creutz, einen Hünen von Gestalt, zu seinem persönlichen Sekretär. Von 1705 bis 1713 war Creutz ein hoch begünstigter Hof- und Kammerrat des Kronprinzen. Auf dessen Empfehlung wurde er am 1. Dezember 1708 von König Friedrich I. in den preußischen Adelsstand erhoben. Nach der Thronbesteigung Friedrich Wilhelms I. hatte der ehrgeizige, fleißige und kenntnisreiche Vertraute des Königs die wichtigsten Ämter im preußischen Staat inne. 1713 wurde er Wirklicher Geheimer Staats- und Kriegsrat Generalkontrolleur der Kassen. In dieser Funktion entwarf und expedierte er zahlreiche Kabinettsbefehle des Königs. Durch Martin Heinrich Böhme ließ er sich in Berlin von 1713 bis 1716 das innovative Palais Creutz erbauen.
Bei der Gründung der General-Rechenkammer ernannte ihn Friedrich Wilhelm 1714 zu deren ersten Präsidenten. In dieser Funktion ordnete Creutz vom September 1715–1716 die Finanzen des Markgrafen Albrecht von Brandenburg und bekam am 5. Mai 1716 eine Gehaltszulage von 1000 Talern. Am 16. Juni 1717 wurde er per Kabinettsorder in seiner Funktion als Präsident der Kammer bestätigt und am 17. Juli 1717 per Intelligenzblatt offen deklariert. 1718 leitete er eine Untersuchungskommission zu den noch nicht justifizierten Rechnungen des Landkastens (der Hauptkasse der Rechenkammer). Im Februar 1719 erhielt Creutz zusätzlich die Stelle des Oberdirektors des Oberfinanzdirektoriums. Am 23. Januar 1723 ernannte ihn der König zum dirigierenden Minister (Vizepräsidenten) im neu begründeten Generaldirektorium. am 24. November 1725 erhielt er den Posten des Oberdirektors des Medizinalwesens für ganz Preußen und wurde Protektor der Sozietät der Wissenschaften.
Daneben wurde Creutz als Vertrauensmann des Monarchen Direktor diverser Stadtkassen, u. a. in Ruppin und Frankfurt (Oder) sowie am 13. Dezember 1728 auch Ständedirektor der Kurmärkischen Landschaft. Mit einer Pension von 6000 Talern legte Creutz am 21. Juni 1731 seine gesamten Ämter nieder und starb krankheitsbedingt im Jahr 1733. Der Leichenzug aus 14 Trauerkutschen fand am 26. Februar 1733 in Berlin statt.

## Zeitgenössische Urteile
Durch seine enge Beziehung zu Friedrich Wilhelm I., dessen Tugenden wie Sparsamkeit, Verschwiegenheit, Ordnungsliebe und pragmatischen Tonfall Creutz teilte, sind Beurteilungen seiner Zeitgenossen stark negativ bzw. tendenziös über ihn ausgefallen. Insbesondere in den Memoiren der Markgräfin Wilhelmine von Bayreuth, die ihm Intrigen und eine Liebesaffäre mit dem Hoffräulein von Wagnitz vorwarf, erhielt Creutz ein ausgesprochen schlechtes Charakterzeugnis, das nicht nur auf seine Stellung im Dienst, sondern noch auf spätere Veröffentlichungen über ihn abfärbte. Die Markgräfin nannte ihn u. a. einen Emporkömmling und „ein Ausbund aller Laster“. Sein königlicher Gönner empfahl ihn in seiner Instruktion für den Nachfolger 1722 mit den Worten: „Ihr müßet Ihm aber auf die finger sehen habille ist er und wen er nicht so seine Paßiones hette eine sehr habiler financies were“
Unmut bei Hofe zog  Creutz durch sein enormes Vermögen auf sich. Der Kronprinz Friedrich nannte ihn z. B. in einem Brief an den Generalfeldmarschall von Grumbkow am 27. Dezember 1731 verächtlich einen Krösus.

## Privatleben
Creutz' Schwager war der Magdeburger Regierungs- und Geheimrat Gottlieb von Haeseler, dessen 15-jährige Schwester Gertrud er am 29. April 1710 in der Heiliggeistgemeinde in Magdeburg geheiratet hatte. Von ihrem Vater, dem Magdeburger Großkaufmann Valentin Haeseler, brachte sie ein beträchtliches Vermögen mit in die Ehe.

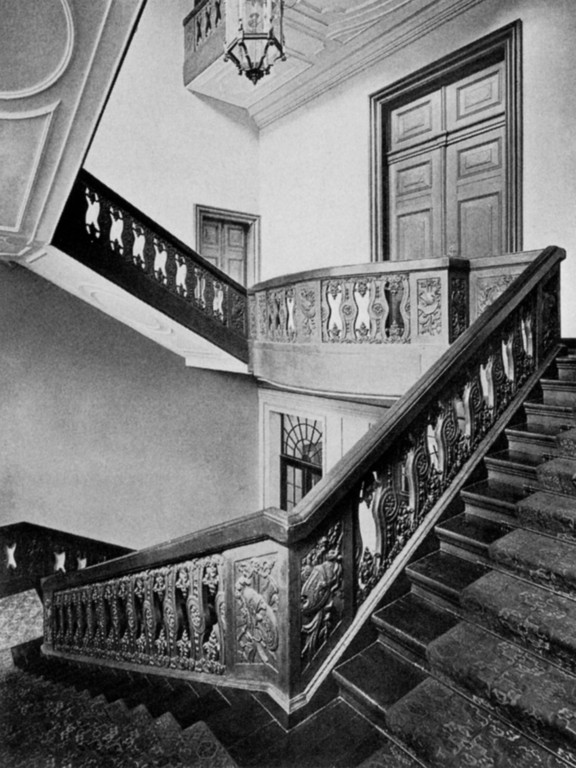
Barocker Treppenaufgang im Palais Creutz, 1910

Das Ehepaar Creutz bewohnte bis 1717 an der Spandauer Straße in Berlin ein Mietshaus des Oberhofmeisters Wilhelm Dietrich von Bülow. Danach ließ er durch Martin Heinrich Böhme sein eigenes zweieinhalbstöckiges Palais an der Ecke Klosterstraße/Sieberstraße errichten. Der Mittel-Risalit der Hauptfront war dem Lustgartenportal IV des Schlosses nachempfunden. Die Treppe des Hauses und der Rokokofestsaal zählten neben den Prunkräumen des Berliner Schlosses zu den besten Barockarbeiten Altberlins.
Das prachtvolle Wohnhaus gelangte im Jahr 1820 in das Eigentum des preußischen Staates, der darin Ämter und das 1823 gegründete Berliner Gewerbeinstitut unterbrachte. Von 1885 bis 1909 war das Palis Sitz des Hygienischen Instituts und des Hygiene-Museums unter Robert Koch, dann bis 1934 des Museums für deutsche Volkstrachten und Erzeugnisse des Hausgewerbes, das schon 1889 Mitbenutzer geworden war, und von 1935 des Staatlichen Instituts für deutsche Musikforschung, das im Palais das Musikinstrumenten-Museum betrieb. Die Stadtplaner hatten seit den 1920er Jahren einen Abriss des Palais vorgesehen, weil es dem wachsenden Verkehr im Wege stand, doch kam es nicht dazu. Kurz vor Ende des Zweiten Weltkriegs wurde das Palais mit weiteren benachbarten Gebäuden zerstört und anschließend oberirdisch abgeräumt. Die Fundamente sind unter dem nördlichen Bürgersteig der Grunerstraße vor der Hochgarage der Rathauspassagen erhalten. In Pommern besaß Creutz das Rittergut Stecklin südsüdöstlich der Stadt  Greifenhagen.
Da Creutz keine Söhne hinterließ, erlosch sein Geschlecht mit seinem Tod im Mannesstamme. Seine Witwe Gertrud starb am 1. Oktober 1741 in Berlin und wurde neben ihrem Gatten in der Sparrschen Familiengruft in der Marienkirche beigesetzt. Seine Tochter Sophie Albertine (1710–1757) heiratete den zum Hofjägermeister ernannten Kapitän im Potsdamer Leibregiment Hans Christoph Friedrich Graf von Hacke, den späteren General und Stadtkommandanten von Berlin. Aus der Ehe ging u. a. der Sohn Friedrich Wilhelm hervor, der 1789 verstarb.
Als einem Freund und Vertrauten erwies der König ihm mehrfach die Gnade eines persönlichen Besuchs auf seinen Anwesen in Berlin. Im Juli 1716 besichtigte er öffentlich mit Creutz dessen Tabakplantage in seinem Garten vor dem Leipziger Tor. Zum Großereignis am Berliner Hof wurde zudem die Hochzeit seiner Tochter, bei der Friedrich Wilhelm I., der die Ehe arrangiert hatte, in Anwesenheit der gesamten Hofgesellschaft und fürstlicher Gäste den Freiwerber gab.
Sein Bruder Martin Friedrich Creutz (* um 1670; † 1735) war preußischer Landbaudirektor und Kammerrat.